# Oberschenkelknochen von Ust-Ischim
Der Oberschenkelknochen von Ust-Ischim ist das älteste Fossil eines anatomisch modernen Menschen (Homo sapiens), dessen Genom sequenziert und daher weitgehend rekonstruiert werden konnte. Der fast vollständig erhaltene Oberschenkelknochen wurde im westlichen Sibirien (Oblast Omsk, Russland) entdeckt und auf ein Alter von rund 45.000 Jahren datiert.

## Entdeckung
Auf der Suche nach Stoßzähnen von Mammuts, die ihm als Rohmaterial für Schmuckstücke dienen, entdeckte der russische Elfenbeinschnitzer Nikolai Peristow im Jahr 2008 nördlich des Dorfes Ust-Ischim am linken Ufer des sibirischen Flusses Irtysch einen Röhrenknochen, der aus dem Boden herausragte. Peristow grub den Fund aus und zeigte ihn einem Forensiker der Polizei, der den Knochen als wahrscheinlich von einem Menschen stammend identifizierte. Tatsächlich handelt es sich bei dem Fund um einen linken menschlichen Oberschenkelknochen (Femur), dessen unterer Gelenkansatz abgebrochen ist. Der Fund wurde dem in Leipzig ansässigen Max-Planck-Institut für evolutionäre Anthropologie zur Altersbestimmung übergeben und in der Arbeitsgruppe von Svante Pääbo untersucht. Die Leipziger Forscher benannten den Fund nach dem Ort seiner Entdeckung, Ust-Ischim.

## Untersuchungsergebnisse
Obwohl die genaue Fundstelle später nicht mehr rekonstruiert werden konnte, gilt als gesichert, dass der Knochen aus einem Alluvialboden erodiert war, dessen Schichten ungefähr 50.000 bis 30.000 Jahre alt sind (Sauerstoff-Isotopenstufe 3), in den aber wesentlich ältere, jungpleistozäne und mittelpleistozäne Fossilien eingebettet sind.
Unabhängig voneinander wurden zwei Proben des Knochens entnommen, 890 und 450 Milligramm, und mit Hilfe der Radiokarbonmethode ein Alter von 41.400 ± 1.300 Jahren (BP) sowie von 41.400 ± 1.400 Jahren (BP) berechnet. Kalibriert ergab dies laut einer 2014 veröffentlichten Studie ein Alter von 46.880 bis 43.210 Jahren (cal BP). 2020 wurde für das Fossil eine Neuberechnung publiziert, die ein Alter von 45.950 bis 42.890 Jahren (cal BP) ergab. Der Ust-Ischim-Fund gilt beiden Datierungen zufolge als der älteste durch die Radiokarbonmethode direkt datierte Überrest eines anatomisch modernen Menschen außerhalb Afrikas und des Nahen Ostens. Aus dem Verhältnis von Kohlenstoff- und Stickstoff-Isotopen in den Knochenproben wurde abgeleitet, dass die Nahrung damals vorwiegend aus C3-Pflanzen und Tieren, die C3-Pflanzen fraßen, bestand, jedoch ein bedeutender Anteil des verzehrten Proteins vermutlich von Fischen stammte.
Zur Bestimmung der DNA wurden neun Proben von je 41 bis 140 Milligramm entnommen. Die Analyse ergab, dass der Knochen einem Mann gehört hat. Der Vergleich seines Genoms mit DNA-Proben von mehr als 50 heute lebenden Populationen des Menschen ergab, „... dass der Mann aus Ust-Ischim ähnlich nahe mit Menschen aus Ostasien verwandt ist wie mit Menschen, die während der Steinzeit Europa bevölkerten.“ Die Untersuchungen ergaben ferner, dass rund zwei Prozent der DNA identisch mit Neandertaler-DNA ist, was ein vergleichbar großer Anteil ist, wie er für heute lebende Ostasiaten und Europäer nachgewiesen wurde. Die Neandertaler-DNA-Abschnitte dieses frühen anatomisch modernen Menschen sind aber viel länger als bei heute lebenden Menschen, was damit erklärt wird, dass die Vermischung mit den Neandertalern noch nicht so lange zurücklag; aufgrund von Crossing-over und anderen Ursachen verkürzen sich die Abschnitte im Verlauf der Generationenfolge. Aufgrund von Modellrechnungen wurde geschätzt, dass die Verpaarung mit Neandertalern rund 7.000 bis 13.000 Jahre vor der Lebenszeit des Mannes stattgefunden haben könnte, also vor rund 50.000 bis 60.000 Jahren. Bisherige Modellrechnungen hatten diese Zeitspanne nur in eine relativ weit gefasste Epoche vor 37.000 bis 86.000 Jahren eingegrenzt.
Die mitochondriale DNA steht den im Oktober 2014 in Nature publizierten Analysen zufolge an der Basis der heute in Eurasien weit verbreiteten Haplogruppe R, das Y-Chromosom steht demnach an der Basis der Haplogruppe K(xLT).

## Belege
1. 1 2  Ewen Callaway: Oldest-known human genome sequenced. In: Nature. Band 514, Nr. 7523, 2014, S. 413, doi:10.1038/514413a.
2. ↑   Qiaomei Fu et al.: Genome sequence of a 45,000-year-old modern human from western Siberia. In: Nature. Band 514, Nr. 7523, 2014, S. 445–449, doi:10.1038/nature13810.
3. ↑  Johannes van der Plicht et al.: Recent developments in calibration for archaeological and environmental samples. In: Radiocarbon. Online-Veröffentlichung vom 21. April 2020, doi:10.1017/RDC.2020.22.
4. ↑  Erbgut des bisher ältesten modernen Menschen entschlüsselt. Max-Planck-Gesellschaft vom 22. Oktober 2014.